# Colubroelaps nguyenvansangi
Colubroelaps nguyenvansangi là một loài rắn trong họ Rắn nước. Loài này được Kharin, Ananjeva, Thien Tao & Quang Truong mô tả khoa học đầu tiên năm 2009.